# Joseph E. Atkinson
Joseph E. Atkinson, gebürtiger Name Joseph Atkinson, (* 23. Dezember 1865 bei Newcastle, Ontario; † 8. Mai 1948 in Toronto) war ein kanadischer Zeitungsverleger und Aktivist. Unter seiner Führung wurde der Toronto Star zu einer der größten und einflussreichsten Zeitungen in Kanada. Atkinson sammelte ein beträchtliches Vermögen an, so dass er die Kontrolle über die Zeitung erlangen konnte, die er herausgab. Nach seinem Tod ging die Kontrolle der Zeitung an die Treuhänder der Atkinson Foundation, eine große kanadische Wohltätigkeitsorganisation.

## Die frühen Jahre
Atkinson wurde 1865 nahe Newcastle, Ontario geboren. Er wuchs in schwierigen Verhältnissen auf, die möglicherweise ursächlich für sein späteres Wirken als Aktivist in sozialen Fragen war. Sein Vater starb, als er sechs Monate alt war und als er 13 Jahre alt war, starb auch seine Mutter.
Im Alter von ungefähr 16 Jahren arbeitete er für eine Postagentur. Während dieser Zeit begann er mit dem Namen „Joseph E. Atkinson“ zu unterschreiben, obwohl er bei der Geburt keinen zweiten Vornamen bekommen hatte.:S. 5 Er suchte nun nach einer besseren Arbeitsstelle und hoffte, als Bankangestellter arbeiten zu können. Aber durch seine Arbeit bei der Post eröffnete sich ihm das Angebot, bei der Port Hope Times, einer Wochenzeitung in Port Hop, Ontario arbeiten zu können. Er trat schließlich im Alter von 18 Jahren eine Stelle bei dieser Zeitung an und war zunächst für die Kontenführung zuständig. Als dann die Port Hope Times täglich erschien, wurde Atkinson Reporter.:S. 5
Im Oktober 1888 wechselte er zur The Toronto World und nur ein paar Monate später ging er zur Globe, eine der Zeitungen, die später zur The Globe and Mail wurden. Zwei Jahre später wurde er für die Globe Korrespondent in Ottawa, eine Position, auf der er sieben Jahre arbeitete. Atkinson wurde dann 1897 Chefredakteur beim Montreal Herald.

## Familie

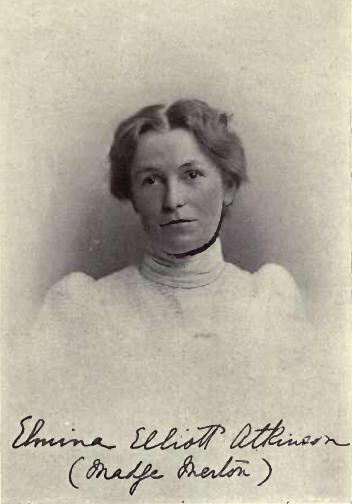
Elmina Elliott Atkinson (Madge Merton) von William Notman

Joseph E. Atkinson heiratete am 18. April 1892 in Toronto Elmina Ella Susannah Elliott aus Oakville, Ontario. Unter dem Pseudonym „Madge Merton“ arbeitete sie als Journalist für den Montreal Herald und den Toronto Daily Star

## Toronto Star
Im Jahr 1899 erhielt Atkinson das Angebot, Chefredakteur beim Montreal Star zu werden, zu der Zeit war sie die größte englischsprachige Zeitung in Kanada. Die konservative Ausrichtung der Zeitung kollidierte jedoch mit den liberalen Ansichten von Atkinson und während er über das Angebot nachdachte, wurde von einer Gruppe von Unterstützern des Wilfrid Laurier, dem liberalen Ministerpräsidenten von Kanada, gefragt, ob er Herausgeber des Toronto Evening Star werden wolle. Zur Gruppe gehörte Senator George Cox, William Mulock, Peter Charles Larkin und Timothy Eaton Mulock und die meisten anderen Mitglieder der Gruppe wollten die Zeitung gerne als Sprachrohr für die Liberale Partei sehen, aber Atkinson weigerte sich, unter diesen Bedingungen den Job anzunehmen. Er beharrte darauf, die volle Kontrolle über die Zeitungspolitik zu erhalten und dass es im Interesse des „Toronto Evening Star“ sei, nicht von der Liberalen Partei geführt zu werden. Atkinson reiste daraufhin nach Ottawa und erhielt die Unterstützung von Wilfrid Laurier.:S. 23 Atkinson bestand auch darauf, dass 40 Prozent seines Gehalts in Aktien auf den Nennwert bezahlt werden, so dass er die Möglichkeit erhielt, Hauptanteilseigner zu werden. Nach anfänglichem Widerstand akzeptierte die Gruppe diese Bedingungen. Die Gruppe wurde am 13. Dezember 1899 Eigentümer der Zeitung. Die Aktionäre genehmigten fünf Tage später formal die Einstellung, so dass er rückwirkend zum 13. Dezember 1899 bei der Zeitung angestellt wurde. Atkinsons Name erschien erstmals in der Ausgabe von 21. Dezember im Impressum. Seine Aufgabe war es, die sich auf dem absteigenden Ast befindliche Zeitung zu retten, wobei man in einer konservativen Stadt mit sechs Tageszeitungen in Konkurrenz stand. Atkinson gelang es, die Zeitung wieder auf die Erfolgsspur zu bringen und um das Jahr 1913 hatte sie die größte Auflage aller Tageszeitungen in Toronto. Er setzte seine Arbeit beim „Star“ fort, bis er 1848 im Alter von 82 Jahren starb.

## Erbe
Atkinson hatte zwei Kinder:
- Joseph S. Atkinson, er wurde 1948 Herausgeber der Zeitung und blieb dieses bis ins Jahr 1966. Er war auch Vorstandsvorsitzender und Präsident der Joseph E. Atkinson-Stiftung.
- Ruth Atkinson Hindmarsh heiratete einen Manager der Zeitung, Harry C. Hindmarsh, und wurde auch Mitglied in der Stiftung des Vaters.

## Ehrungen
Am 16. Juni 1986 ehrte die kanadische Regierung, vertreten durch den für das Historic Sites and Monuments Board of Canada zuständigen Minister, Atkinson und erklärte ihn zu einer „Person von nationaler historischer Bedeutung“.

## Weiterführende Literatur
- William L. Archer: Joe Atkinson's Toronto Star: The Genius of Crooked Lane. 1947, abgerufen am 18. November 2016.
- Cranston, J.H. (1953). Ink on my fingers. Toronto: The Ryerson Press.
- Ross Harkness: J. E. Atkinson of the Star. University of Toronto Press, Toronto, Ontario 1963 (eingeschränkte Vorschau in der Google-Buchsuche).
- Trista Vincent: Manufacturing Concern. In: Ryerson Review of Journalism. 1. März 1999, abgerufen am 6. Januar 2011 (englisch, Ausgabe Frühjahr 1999).